# Saab 96
Saab 96 byl osobní automobil vyráběný firmou Saab od roku 1960 až do ledna 1980. Během dvaceti let bylo vyrobeno více než 540 000 vozů všech verzí. Vozy se proslavily v závodech rallye.
Saab 96 byl s malými změnami nástupcem Saabu 93. Až do roku 1966 byl osazován osvědčeným dvoutaktním tříválcovým motorem s objemem 841 cm³, od roku 1969 byl dodáván pouze s čtyřválcovým motorem do V Ford s objemem 1,5 l. Během tří let se sedany Saab 96 a kombi typu 95 dodávaly s dvoudobými i čtyřdobými motory. 
Kořeny modelu 96 sahají až k vozu s označením 92 z roku 1945, který byl zkonstruován v souvislosti se snahou koncernu Saab rozšířit svou výrobní činnost v oblasti leteckého průmyslu v letech 1950 až 1956. Díky tomu vůz dostal aerodynamickou karoserii. Typ 93, který po něm následoval měl výkon 55 koní.
V roce 1960 byl uveden typ 96, který po svých předchůdcích zdědil podobnou karoserii na které bylo pozměněno pouze zadní sklo. Vůz dostal nový dvoudobý tříválec (841 cm³) o výkonu 38 koní. Maximální rychlost dosahovala 125 km/h. Existovaly také modely Sport a Monte Carlo s čtyřstupňovou převodovkou, předními kotoučovými brzdami nebo tlakovým mazáním, které skoncovalo s nutností vytvářet směs oleje a benzinu při tankování. Maximální rychlost se zvýšila na téměř 150 km/h.
V roce 1968 byl nahrazen dvoudobý tříválec výkonnějším vidlicovým čtyřválcem Ford. Výkon vzrostl na 65 PS. Existovala také varianta Saab 95 s karoserií kombi. Vůz se stal oblíbeným díky dobrým jízdním vlastnostem a solidnímu dílenskému zpracování.

## Závodní verze
S vozem Saab 96 zvítězil Erik Carlsson na RAC Rallye 1960, Acropolis rallye 1961, RAC Rallye 1961, RAC Rallye 1962, Rallye Monte Carlo 1962, Rallye Monte Carlo 1963 a Rallye San Remo 1964. Carlsson byl také zkušebním jezdcem automobilky. Přední kola poháněl dvoutaktní tříválec o objemu 841 cm3, který dosahoval výkonu 52 kW.

## Galerie

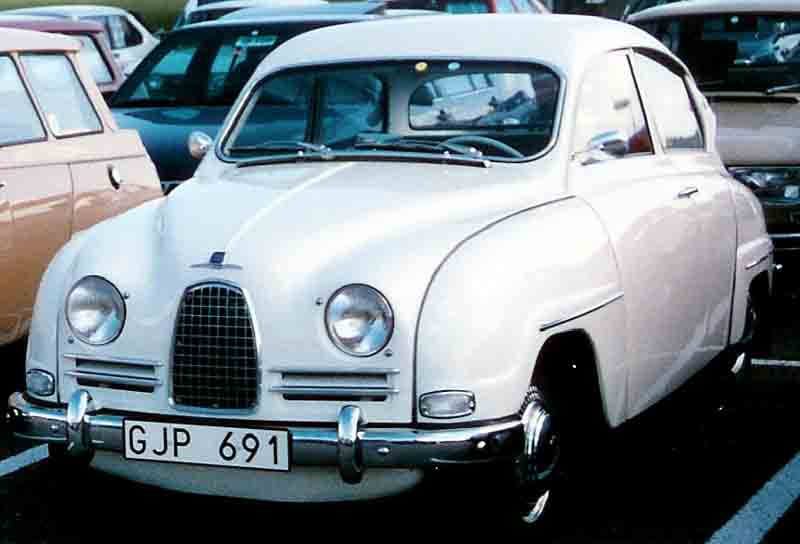
Saab 96 (1961)
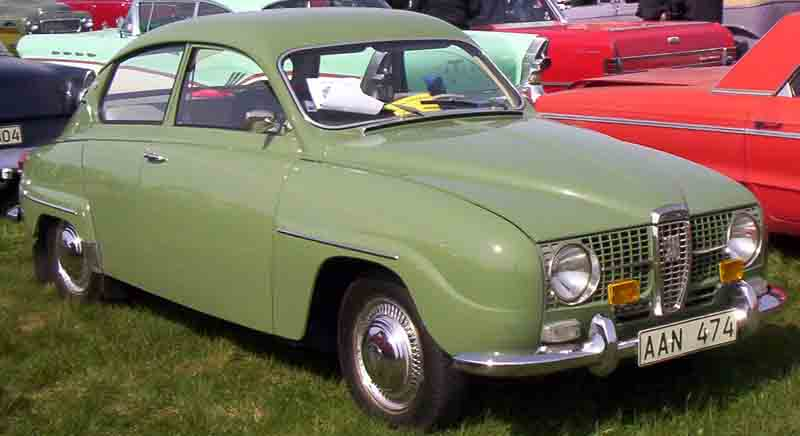
Saab 96 (1965)
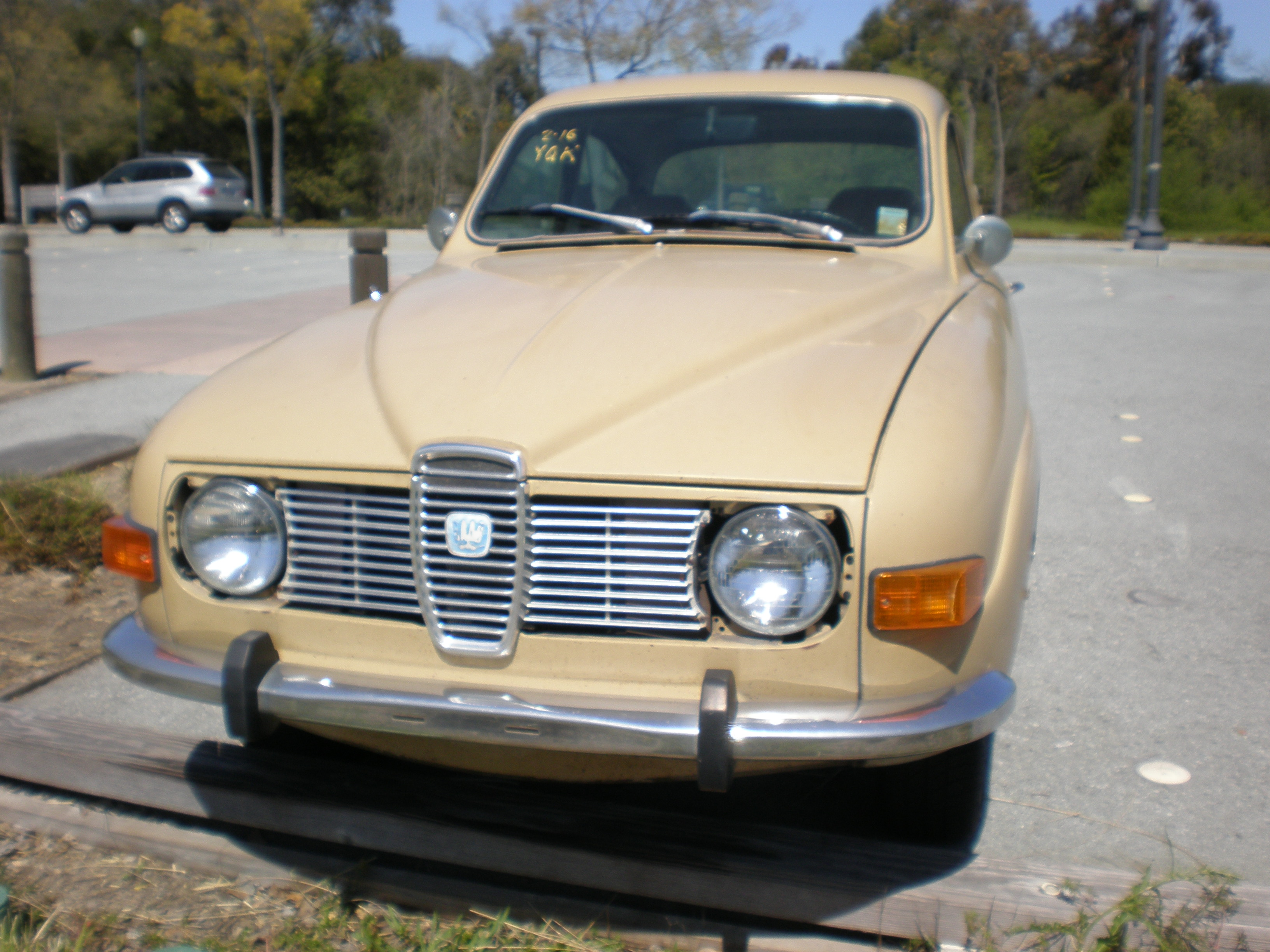
Saab 96 z konce 60.  let
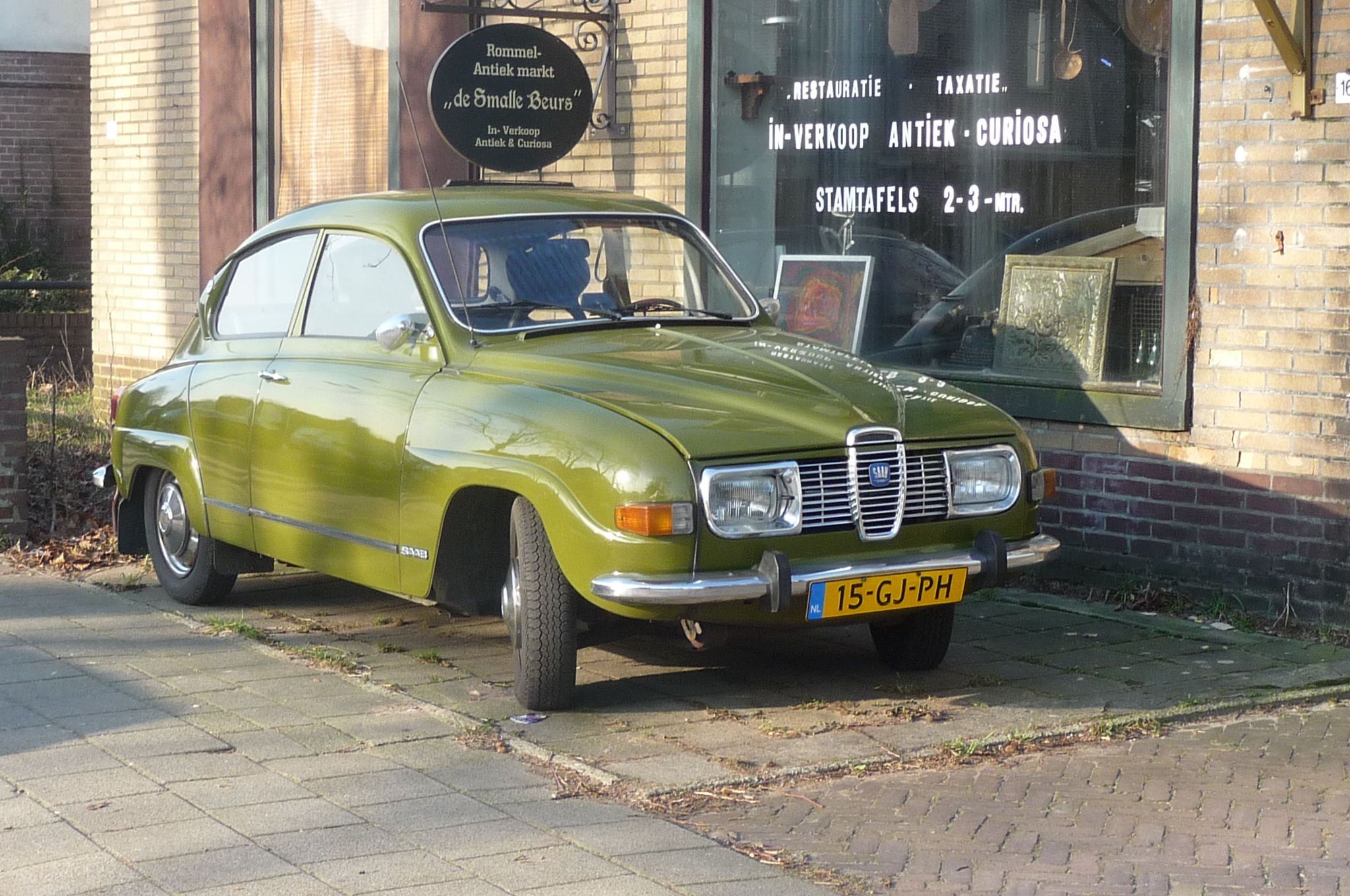
V roce 1969 byly kulaté světlomety nahrazeny obdélníkovými.
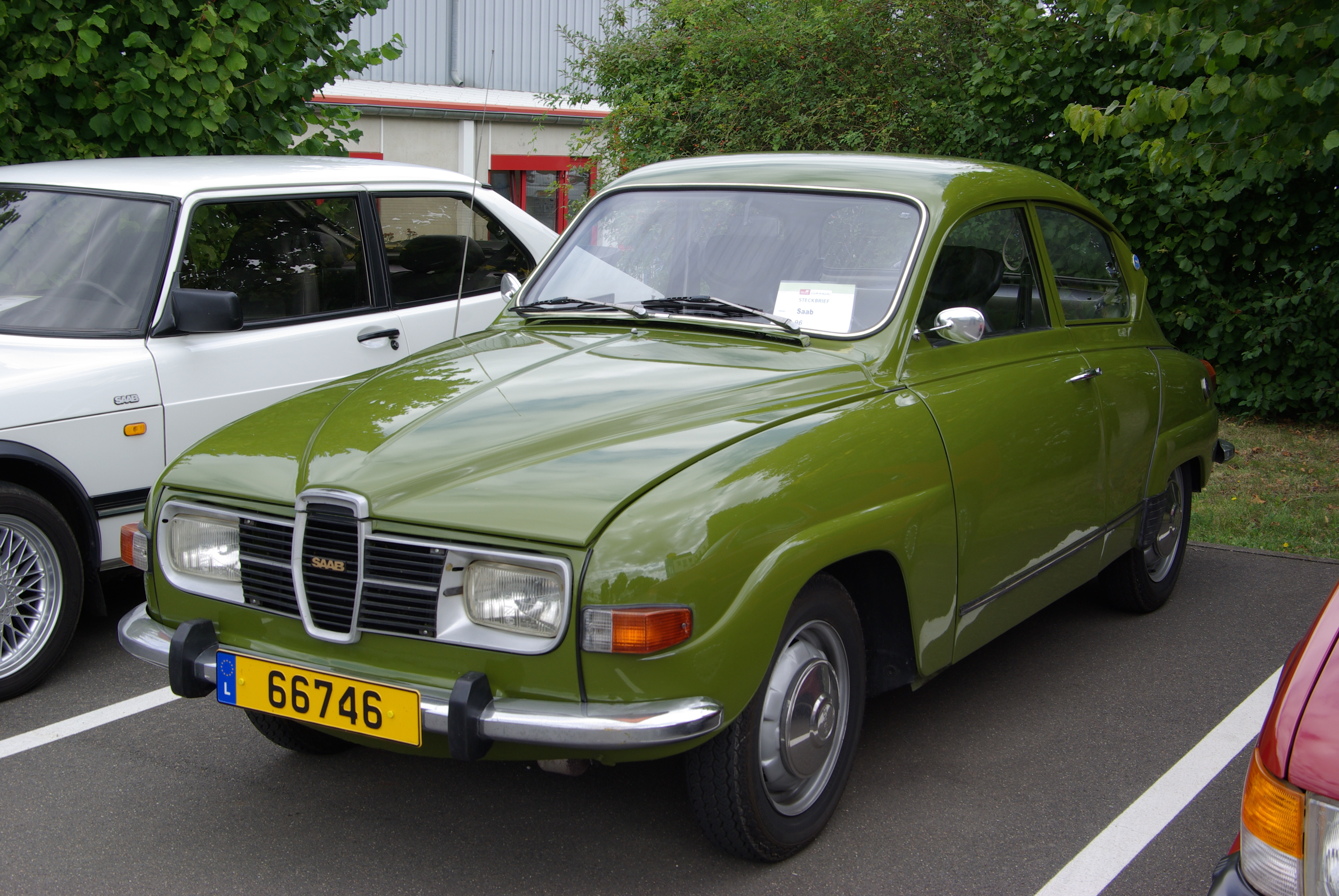
Černá plastová mřížka chladiče se objevila v roce 1974.
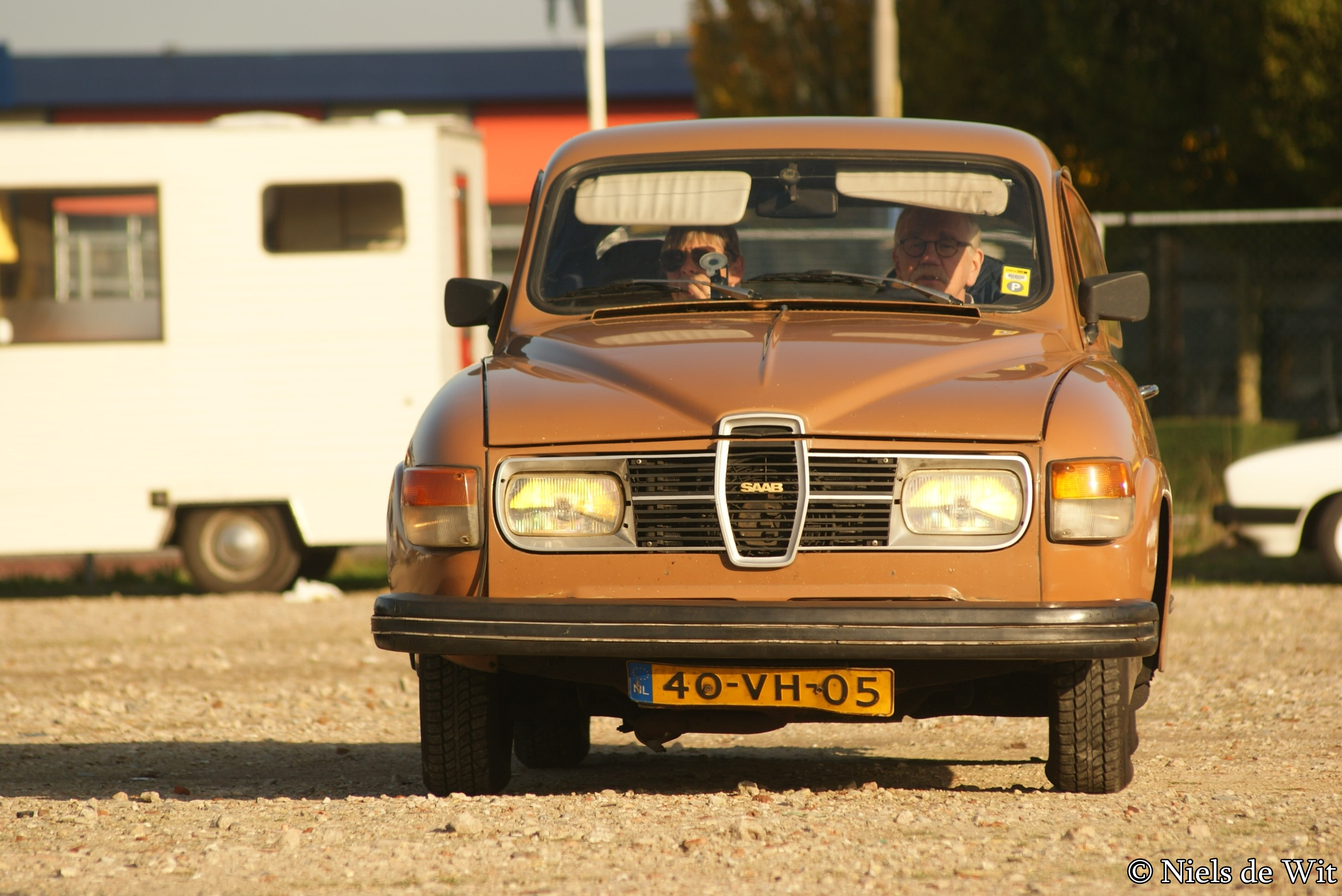
V polovině 70. let byl původní chromový nárazník nahrazen pryžovým. V roce 1978 přišly i větší blinkry.
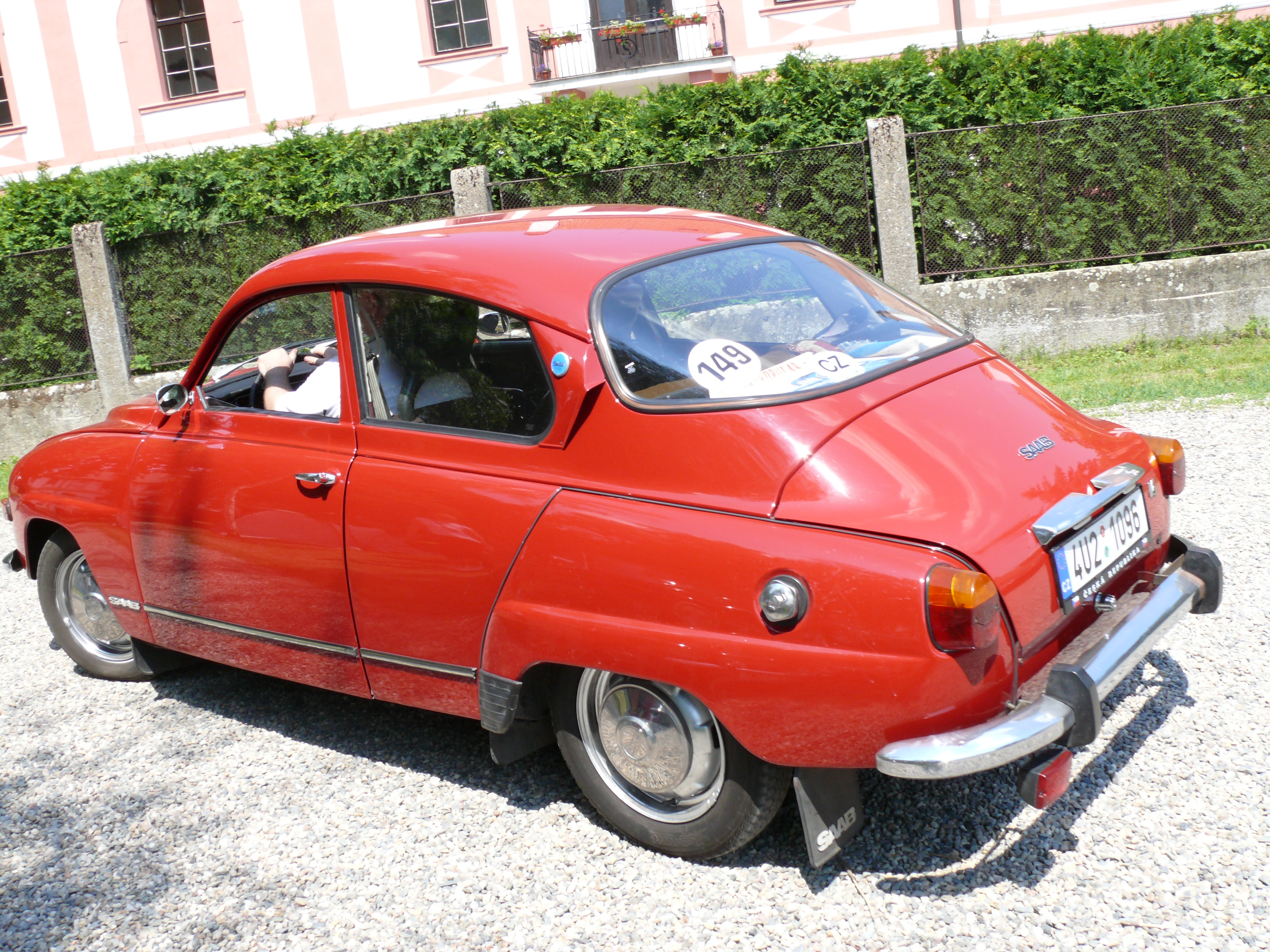
Zadní část Saabu 96